# チャド料理

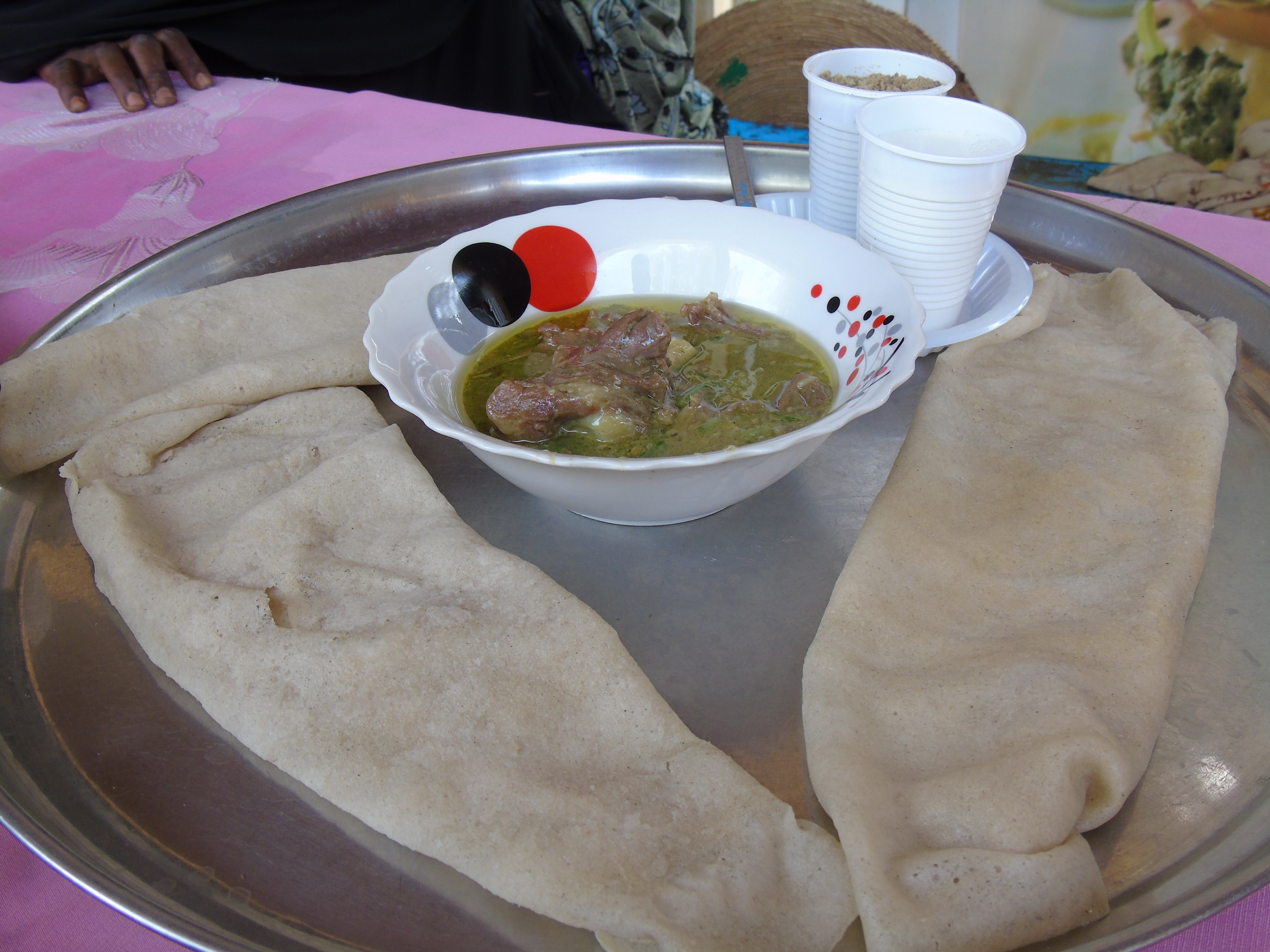
オクラとミレットのソースで作られたキスラ

チャドの位置

チャド料理（チャドりょうり）は、チャド共和国に関連付けられた食べ物、料理、食文化と伝統である。

## 概要
チャド国民は並み種類の穀物、 野菜、果物、肉を使用する。チャドで一般的に消費される穀物には主食としてミレット、ソルガム、、米があり、一般的に食べられる野菜はオクラ、キャッサバがある。また、多様な果物も食べられる。 肉にはマトン、鳥肉、豚肉、山羊肉、 魚肉、ラム肉、牛肉が食される。1日の主要な食事は、夕方ごろに、典型的には大きな共用の皿で消費され、通常は男女が分かれた場所で食べる.。 この食事は通常ではマットの上の地面に供され、人々はそれを取り囲んで食事をする。

## 南北の料理
南部チャドではティラピア、パーチ、ウナギ、 コイ、ナマズを含む魚が豊富にある。南部チャド人は家畜からの乳製品をあまり消費せず、タンパク源としての魚に依存していないが、北部の人々と比較してより新鮮なものや、スパイスを使うという選択肢を多く持つ。北部の人々には、乳製品や肉に必需食品として依存する遊牧民のアラブ人やトゥアレグ人が含まれる。 

## 食品と料理

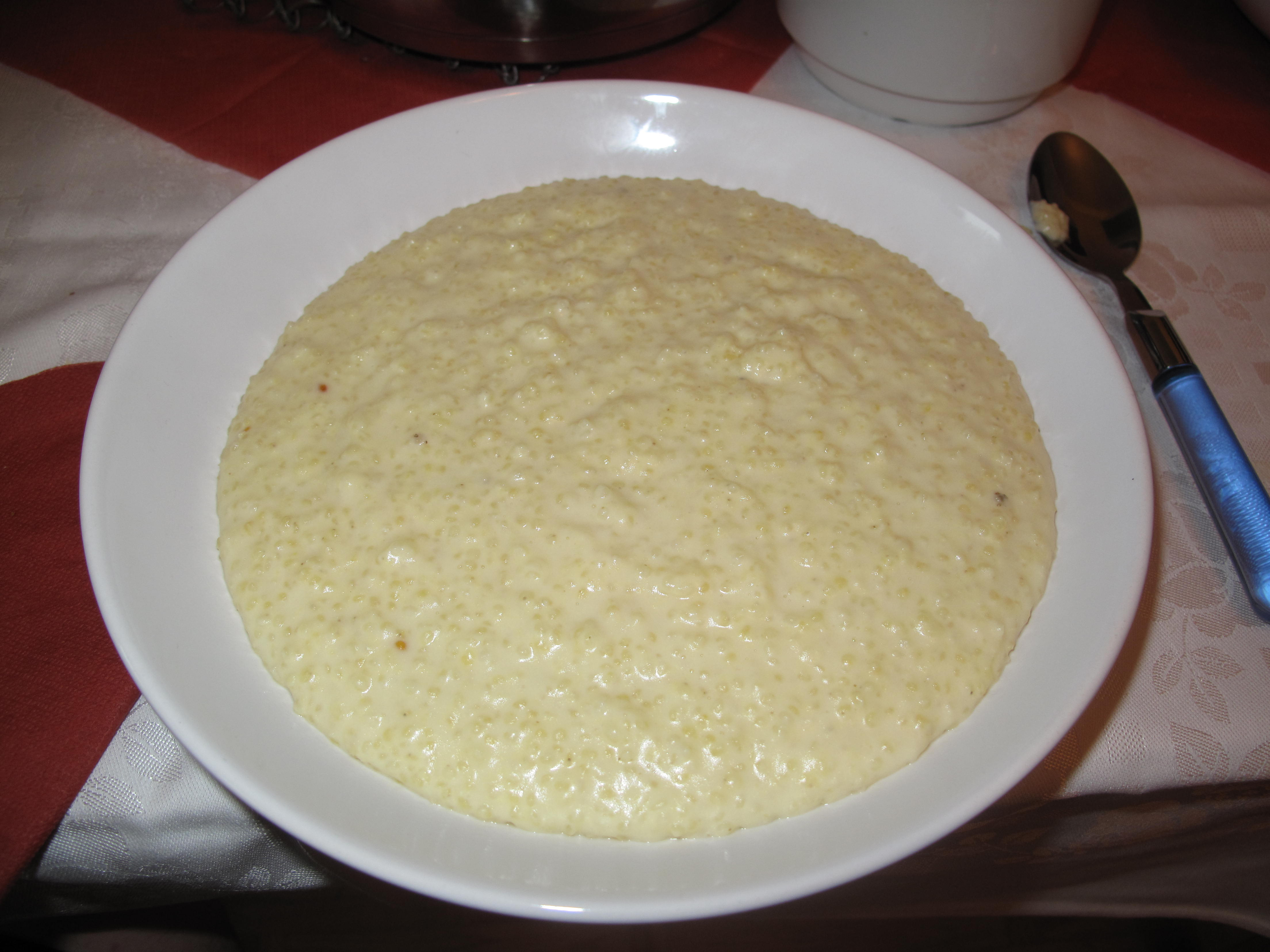
ミレットの粥

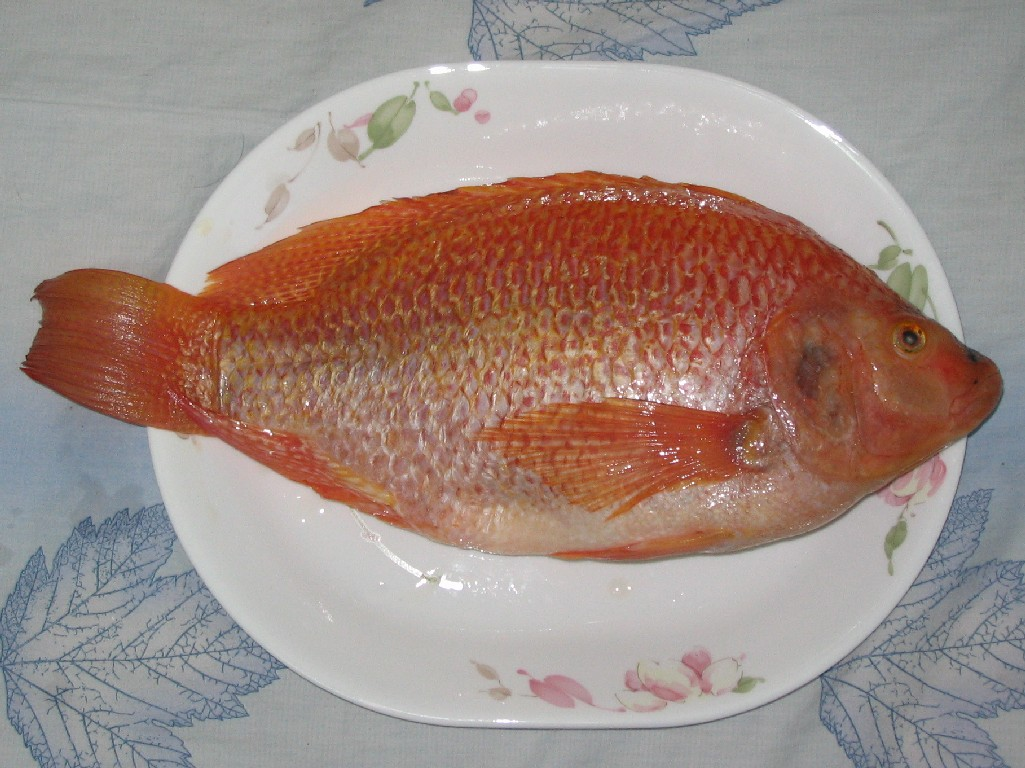
ティラピア

- 穀粉をひいて、ミレットとソルガムから作られたパン[1]
- 「ダラバ」(オクラ、トマト、サツマイモ、青野菜、ピーナッツバター (またはピーナッツペースト)、その他の追加の食材から調理される伝統的な料理 [4])
- 乾物、塩漬け、燻製の魚[2]
- 「エシュ」 (北部のアラブ人の間で一般的な料理で、煮込まれたミッレト粉に「ムーラ」ソースをあえたものから構成される[3]）
- 揚げ物の[4]牛肉や魚
- 「ジャレ・ド・ブフ」 (伝統的な牛と野菜のシチュー。少なくとも二時間ほど煮込むことが推奨される[4]）
- 「キスール」(発酵クレープの一種][3])
- 「ラ・ブイイ」 （暖かい状態で供される伝統的な朝食の穀物料理[4]。主な原料はコメ、または小麦、ミルク、ピーナッツバター、小麦粉である[4]）
- ミレットのパンケーキと揚げ玉。「アヤシ」はチャドのアラブ人に食べられる料理であり、ミレットの玉が様々なソースに浸されたものである）
- ナイルパーチ
- オクラベースのガンボ
- ピーナッツバター[2]
- ミレットとソルガムの粥（全国で一般的）
- 赤豆（チャド南部での食物の一部[5])
- 肉、香辛料、魚のソース（ミレットのパンなど様々なミレットとソルガムの食品に浸すために時々使用される[1]）
- ゴマとごま油（多くの料理で使用される[1]）
- シアバター
- ピーナッツ入りのカボチャシチューs[2]
- シチュー[1]（シチュー用の主な野菜として、キャッサバの葉とオクラを使用することがよくある[4]）
- 焼いたシロアリとコオロギ[3]

### 穀物
- ミレット
- ソルガム
- 米
- フォニオ

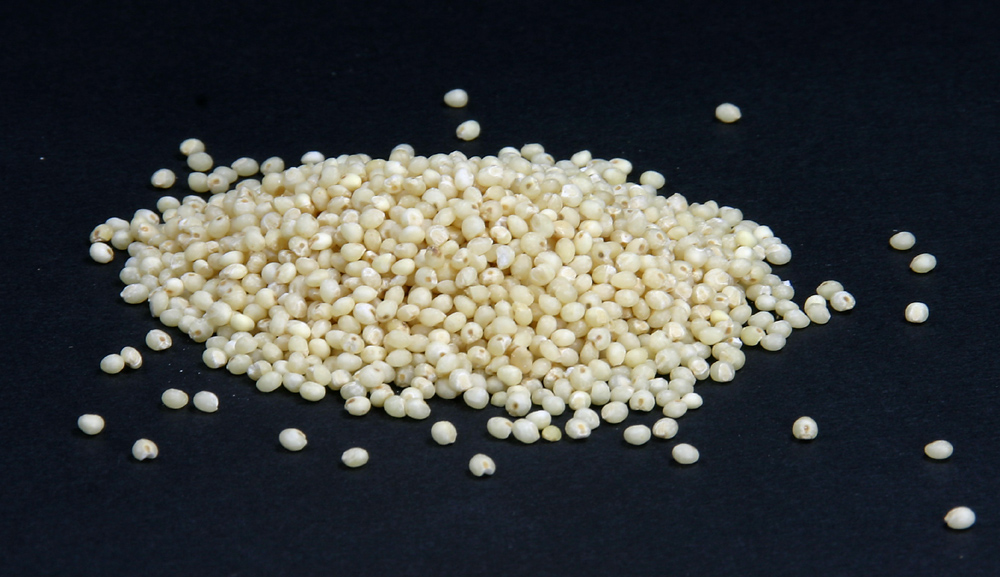
ミレットの粒
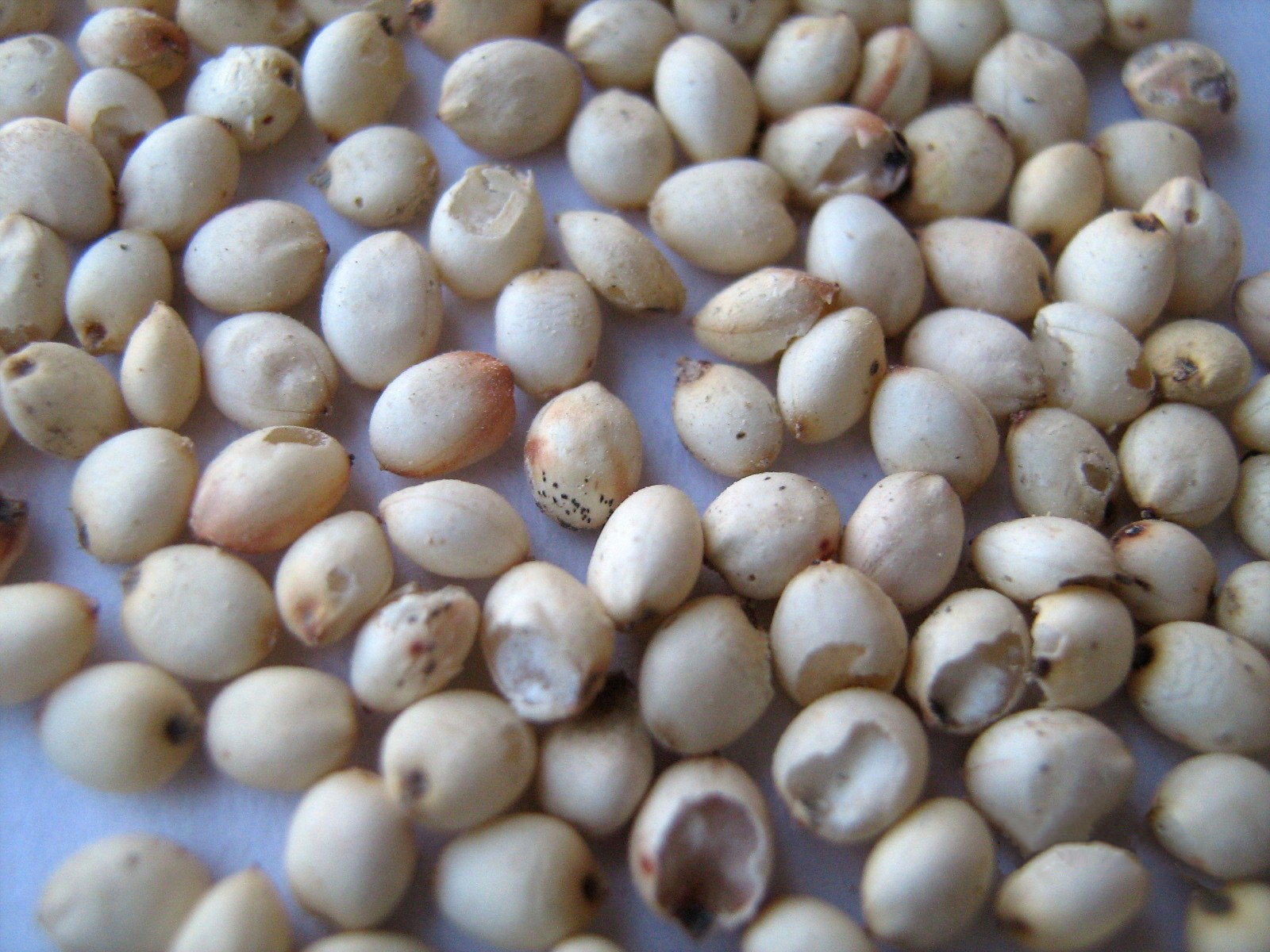
ソルガムの粒
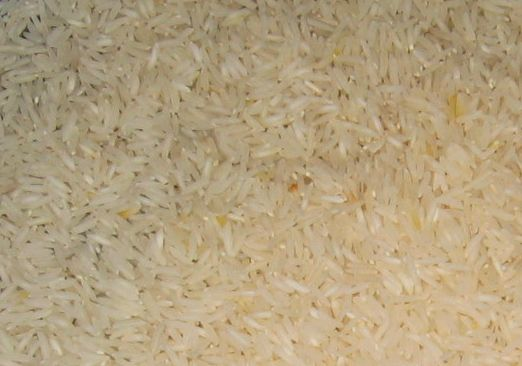
米粒
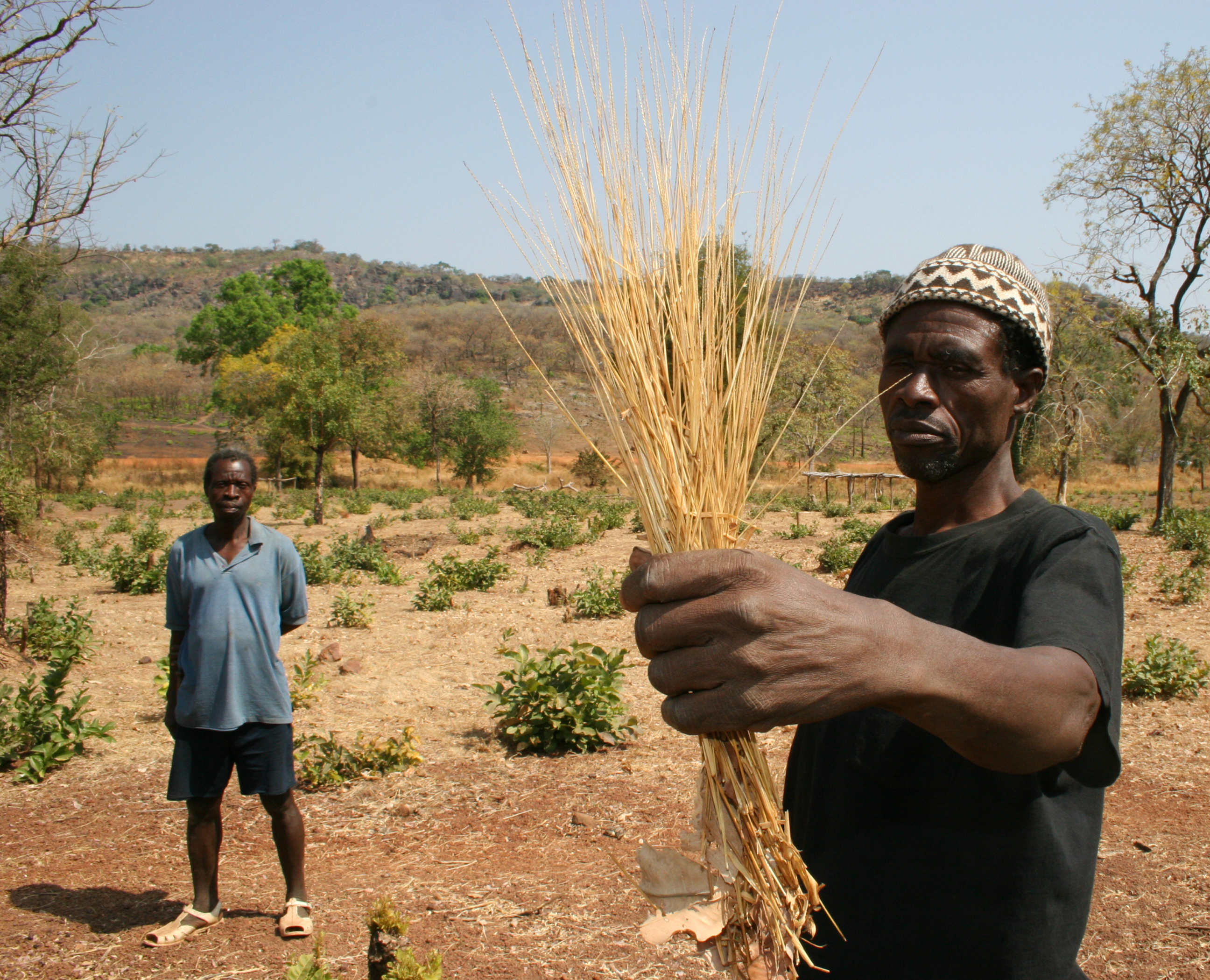
フォニオの茎

### 肉
- 牛肉
- ブッシュミート（時に乾物にされる）
- 豚肉
- 鶏肉[2]

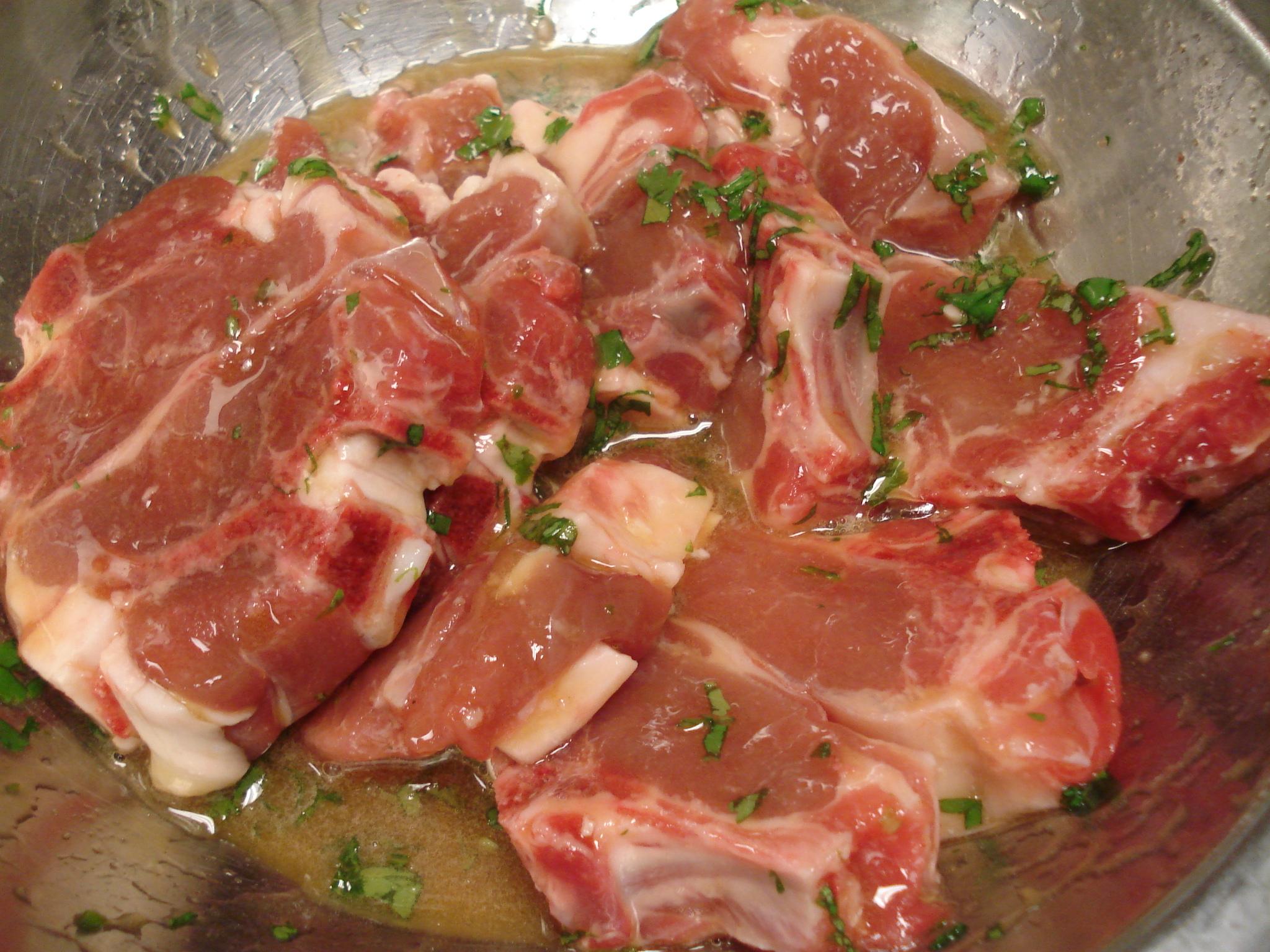
山羊肉

- 魚肉（特に北部チャド、ティラピア、コイ、ウナギ、パーチ[2]、ナマズ[1]を含む。魚はチャドで最も一般的なたんぱく質源である[4]）
- 山羊肉（山羊はチャドで最も一般的に育てられる家畜であり[3]、山羊肉[2]や山羊乳として食料に使用される）
- マトン[2]

### 果物と野菜

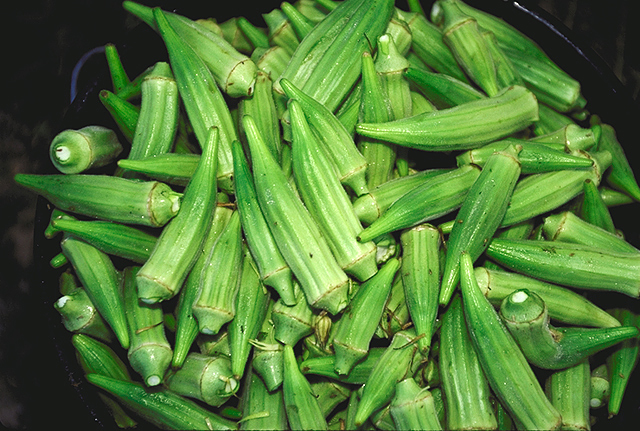
オクラはチャドで広く消費される

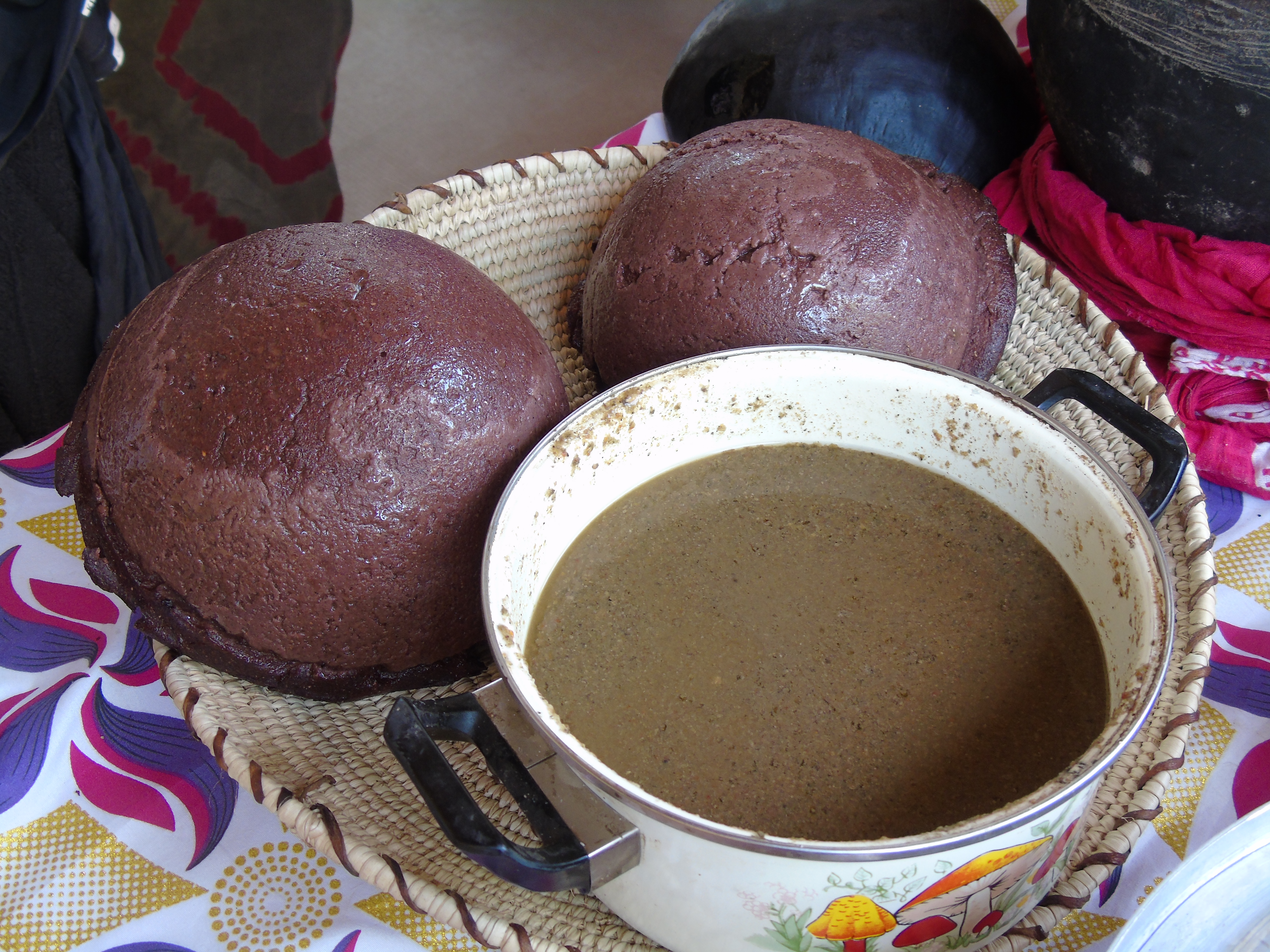
ソルガムボールと乾燥オクラのソース

- バナナ（プランテンを含む *）
- ニンジン [1]
- キャッサバ（キャッサバの葉も含む [1]）
- 唐辛子 [1]
- 柑橘 [1]
- デーツ[1]
- 干したピメント[3]
- にんにく[3]
- サヤインゲン[1]
- グアバ * [1]
- 豆果(レンズマメを含む[1]）
- メイズ[1]
- マンゴー * [1]
- メロン * [1]
- オクラ[1]
- タマネギ[1]
- パパイア * [1]
- ピーナッツ [1]
- パインアップル * [1]
- ジャガイモ[1]
- レーズン [1]
- ズッキーニ[4]

* 特にチャドの南部では一般的なもの

## 飲料
茶はチャドで最も一般的に消費される飲料である。チャド料理では赤茶、黒茶、緑茶が消費される。「カルカンジ」、または「カルカジェ」は乾燥させたハイビスカスの花から作られ、味にショウガ、クローブ、シナモン、砂糖を加えた赤茶であり、チャドで非常に一般的である リキュールとミレットビールは南部の非ムスリム地域で消費される。ミレットビールは「ビリ・ビリ」として知られる。
チャド料理に含まれるほかの飲み物は以下のとおりである:
- フルーツジュース[1]
- 「ガラ」（チャドで醸造されたビール)
- 「ジュ・ド・フリュイ」 （マンゴー、ミルク、砂糖、カルダモン粉で作られた伝統的な飲み物[4])
- ミルク[4]
- ソフトドリンク[1]